# Brzozówka (województwo opolskie)
Brzozówka – osada w Polsce, położona w województwie opolskim, w powiecie oleskim, w gminie Radłów, w sołectwie Sternalice.
W latach 1975–1998 miejscowość należała administracyjnie do województwa częstochowskiego.